# Árnafjørður
 Der er for få eller ingen kildehenvisninger i denne artikel, hvilket er et problem. Du kan hjælpe ved at angive troværdige kilder til de påstande, som fremføres i artiklen.

62°15′21″N 6°32′3″V / 62.25583°N 6.53417°V
Árnafjørður, dansk: Arnefjord) er en færøsk bygd, omgivet af høje fjelde og bugten Árnfjarðarvík på den nordlige ø Borðoy. Bygden ligger  mellem Klaksvík og Norðdepil. Bygden har altid været under Klaksvíkar kommuna, der blev oprettet 1908. Gennem tunneler har bygden vejforbindelse med Klaksvík i sydvest og Hvannasund og Viðareiði i nord.
De fleste af bygdens huse er gamle. Men i en ny udstykning er der bygget flere nye huse. Der er i Árnafjørður et havbrug med fiskeopdræt hvor der i perioder kan være ca. 25 beskæftigede. Der findes ingen andre virksomheder i bygden. Bygden er kendt for sin traditionsrige roklub. 1985 havde bygden 74 og 2015 55 indbyggere.
Fjorden Árnafjørður, også kaldt Árnfjarðarvík, strækker sig over 7 kilometer fra mundingen til fjordbunden.
Árnafjarðar kirkja blev indviet 1937. Kirken har tøndehvælv og malede paneler. Altertavlen er malet af Jógvan Waagstein i 1936 og er en kopi efter Bernhard Plockhorst. Kirken har plads til 120 personer.

## Historie
Árnafjørður blev sandsynligvis bosat allerede i landnamstiden. I nærheden af bygden ligger det gamle tingsted uppí á Køtlum. 
1875 drev et forladt norsk skib i land ved Árnafjørður. Det var lastet med så meget tømmer, at da man solgte det på auktion kunne man købe tømmer nok til at bygge et hus for 25 kroner. Tømmer har altid været kostbart på Færøerne eftersom der ikke vokser træ naturlig på øerne, og det dermed må importeres.
1904 - Den 27. oktober blev skolen indviet.
1932 åbnede en købmandsforretning, som havde åbent hele døgnet. Kunderne kunne selv tage de varer de havde brug for, skrive en seddel og lægge pengene i en skuffe.
1941 - Folk flygter fra bygden på grund af løsrevne søminer, der eksploderer. Minehuset blev bygget under 2. verdenskrig på Færøerne. Fordi husene i Árnafjörður ligger så tæt på havet, var risikoen for at søminerne landede i bygden stor. Der var et stort køkken, spisestue og flere soveværelser med køjer. Det skete også, at der blev født et barn i minehuset.
1967 - Bygden får vejforbindelse, efter at en vej med to tunneller mellem Klaksvík og Norðepil er færdigbygget.
2000 fik bygden sit eget lokalråd, "Árnafjarðarnevndin" som har fem medlemmer.

## Galleri
- Árnafjørður omkring 1898
- Árnafjørður
- Árnafjørður Kirkja
- Den nye tid er kommet til bygden